# Pleurodema diplolister
Pleurodema diplolister, conhecido popularmente como rã-da-caatinga, é uma espécie de anfíbio  da família Leptodactylidae.
Os seus habitats naturais são: savanas áridas, savanas húmidas, matagal árido tropical ou subtropical, campos de gramíneas subtropicais ou tropicais secos de baixa altitude, marismas intermitentes de água doce, costas arenosas e pastagens. Está ameaçada por perda de habitat

## Etimologia
O nome da espécie - P. diplolister - é originado do idioma grego, a junção da palavra ‘pleura’ (πλευρά), que significa ao lado do corpo, com a palavra ‘dema’ (δεμα), que significa protuberância, dão origem ao gênero Pleurodema. Já o epíteto específico é a junção da palavra ‘diplo’ (διπλο), que significa duplo, com a palavra ‘listron’ (λίστρον), que significa ferramenta para mexer com o solo. 

## Taxinomia e Sistemática
O gênero Pleurodema pertence à família Leptodactylidae e à subfamília Leiuperinae. A família Leptodactylidae está dividida em três subfamílias (Leptodactylinae Werner, 1896; Leiuperinae Bonaparte, 1850; Paratelmatobius Pyron & Wiens, 2011), ao todo contém 12 gêneros e 233 espécies. A subfamília Leiuperinae possui 5 gêneros (Edalorhina Jiménez de la Espada, 1870; Engystomops Jiménez de la Espada, 1872; Physalaemus Fitzinger, 1826; Pleurodema Tschudi, 1838; Pseudopaludicola Miranda-Ribeiro, 1926) e 101 espécies. O gênero Pleurodema possui 15 espécies, as espécies P. diplolister, P. guayapae, P. nebulosum e P. tucumanum desse gênero são caracterizadas por possuírem glândulas lombares ausentes, presença de amplexo axilar, depositam os ovos em ninho de espuma, são diplóides e possuem 22 cromossomos e são encontradas nos desertos do oeste da Argentina e Caatinga no Nordeste do Brasil  .

## Status de Conservação
De acordo com ICMBio (2018) e a IUCN (2010) a espécie está classificada como pouco preocupante. Devido a ampla distribuição geográfica, tolerância a diferentes habitats, supõem-se que a população dessa espécie seja grande e que haja pouca probabilidade de sua população estar diminuindo ao ponto de se enquadrar em categorias classificadas como mais ameaçadas .

### Principais Ameaças
As causas de ameaças a essa espécie estão relacionadas principalmente a perda de habitat ocasionado pelo pastoreio de gado, agricultura e ao sistema natural de incêndios e supressão de incêndios, porém essa última é uma tendência desconhecida ou não registrada. 

## Aspecto Cultural

### Literatura
Com o intuito de promover o conhecimento científico, o Grupo de Estudo e Pesquisa em Educação Não Formal e Divulgação em Ciências/Faculdade de Educação da Universidade de São Paulo (GEENF/FEUSP) junto ao Laboratório de Produção e Avaliação de Materiais de Ensino de Ciências e Divulgação Científica do Núcleo de Difusão do Instituto Nacional de Ciência e Tecnologia em Toxinas/CNPq/FAPESP (2009-2014) elaborou um conjunto de materiais educativos e de divulgação, composto por um modelo de diorama, um livreto e uma animação intitulados “O curioso sapo da Caatinga”. O objetivo por trás da produção desses materiais é fornecer conhecimento que colabore com a conservação da biodiversidade brasileira, foram feitos para serem utilizados tanto em contextos formais quanto informais de educação e para todos os públicos, mas com enfoque no público infanto-juvenil.  

## Distribuição Geográfica e Habitat
A P. diplolister  ocorre no nordeste do país localizada no bioma Caatinga. Endêmica do Brasil, onde pode ser encontrada nos estados do Maranhão, Piauí, Ceará, Rio Grande do Norte, Paraíba, Pernambuco, Alagoas, Sergipe, Bahia, Tocantins, Goiás e Minas Gerais.

## Caracterização da Espécie
Em questões físicas, a espécie apresenta corpo curto, olhos proeminentes e seu corpo aparenta-se de forma robusta. Além disso, a coloração de seu dorso se apresenta em tons creme, juntamente com manchas em tamanhos desiguais em tons mais escuros. 
Essa espécie mostra características comportamentais importantes para seleção e sobrevivência no ambiente em que vive, visto que apresenta hábitos de Estivação. Sendo assim, o comportamento de Estivação se assemelha ao de hibernação, sendo diferenciado por suas características climáticas, visto que o segundo, ocorre no inverno, já o primeiro se passa durante o verão. 
Durante a estivação, sendo um período de seca abrupta na caatinga, a espécie apresenta hábitos fossoriais, ou seja, se enterram na areia do ambiente, podendo chegar a profundidade de 1,80 metros, para que fique o mais próximo possível da umidade. Dessa forma, a Pleurodema diplolister pode passar até 11 meses sem necessitar de alimentação, sem entrar em estado de torpor, sendo esse um causador de mal-estar no indivíduo, visto que ao observá-los no interior dos buracos, se encontra de olho aberto, e imediatamente ao encontrá-las saem pulando de dentro deles, evidenciando essa ausência de torpor. Essa espécie só saem do estado de estivação com a chegada da chuva.  
No período de estivação, o trato digestório rã-da-caatinga se encontra vazio, fazendo com o intestino esteja atrofiado, o que acarreta na massa de gordura presente no corpo desse indivíduo chegue a 12%. Por outro lado, as fêmeas da espécie se encontram com os ovários cheios, apenas esperando que chova para realizar a liberação dos óvulos 

## Fase Larval
Em princípio, é de conhecimento a existência de um ciclo de vida bifásico, tendo uma parte do ciclo na água, em forma larvar (nos Anuros, é nomeada de girino), a outra fase se inicia após ocorrer a metamorfose do organismo, tendo continuidade em vida no meio terrestre, já em sua fase jovem/adulta. Esse ciclo auxilia muito na troca de nutrientes entre os ambientes, visto que as espécies podem passar por ambos em algum momento da vida. 
Essa espécie tem um rápido desenvolvimento larval, devido a redução do nível de água.   O tempo de desenvolvimento tem influência da temperatura no sistema endócrino , apresentando como fator responsável pela produção do hormônio tiroxina na qual estimula o desenvolvimento de larval. Além disso, o seu desenvolvimento é retardado em aproximadamente cinco dias comparado aos girinos que vivem em ambientes com temperatura um pouco mais constante. 
Ainda na forma de girino, os anuros não são capazes de realizar reprodução, ou seja, ainda não atingiram a fase de maturação sexual, sendo incapazes de gerar descendentes. Nesta fase, sua alimentação é geralmente associada a herbívora, visto que se alimentam por meio de filtração das colunas d’água, ingerindo a matéria orgânica desse ambiente através de uma cavidade bucal, que se encontra localizada na região ventral. Em sua maioria, os girinos são considerados bentônicos. 
Sabe-se que a respiração desses indivíduos nesse estágio acontece de forma branquial, e após a metamorfose, quando passam a ocupar o ambiente terrestre, modificam sua respiração para uma respiração cutânea, isto é, através da pele,  e também pelos pulmões. 

## Reprodução e ciclo de vida
Em conceitos reprodutivos se faz necessário certas condições ambientais e morfológicas, para que se possa realizar o processo fecundativo, sendo a chuva um fator essencial para que a reprodução ocorra. Assim, as espécies de anuro podem apresentar dois modelos reprodutivos, sendo o primeiro por explosivo, onde a procriação ocorre em um curto período de tempo, e no geral a maioria dos indivíduos se expõem a essa relação e participam ativamente, podendo durar alguns dias. Em contrapartida, o segundo, nomeado de método prolongado, o período reprodutivo é mais lento, podendo ter semanas de duração. Assim, a presente espécie apresenta reprodução de forma explosiva. 
A duração desses métodos reprodutivos está relacionada com a natureza da desova, que ocorre em grande maioria em forma de espuma, gelatina ou cordões. Em meio à espuma, os ovos têm suprimentos nutritivos, existindo também o abastecimento respiratório, e se encontram protegidos contra raios UV (ultravioletas) e possíveis predadores.  
No momento em que a chuva chega, as rãs dessa espécie saem de seus buracos, os machos se apressam e se colocam próximo a corpos d’água, e iniciam a vocalização, para que possa se chamar a atenção das fêmeas. Quando se encontra, o macho abraça a fêmea, a mesma libera o óvulos e o macho bate o muco gerado pela união de gametas, formando então uma espuma, que será o ninho para os ovos.    

## Vocalização
A vocalização de anfíbios anuros está relacionada a diversos fatores, sendo um a principal forma de comunicação pelos machos.  Esse mecanismo também está relacionado com a reprodução, chamado de cantos de anúncio, na qual tem como função atrair as fêmeas, como também mediar interações agressivas entre os machos em casos de territorialidade.      Os machos emitem o canto em pequenas poças temporárias de água advindas das primeiras chuvas da estação.  Sendo assim, a vocalização se apresenta então como uma estratégia de sucesso reprodutivo para a espécie Pleurodema diplolister, visto o acasalamento ocorre em épocas restritas do anos devido às chuvas e temperatura.  

## Amplexo e desova
Os ovos dessa espécie são depositados em ninhos de espumas através dos membros posteriores dos machos.  Esse comportamento é caracterizado como uma adaptação para aquelas espécies que vivem em ambientes sazonais, visto que evita a dessecação e auxilia na redução da predação.  
O complexo de Pleurodema diplolister é auxiliar, e dá-se início quando o macho abraça a parte dorsal da fêmea. Segundos após, o macho empurra seu corpo para frente para que as cloacas se unam. Sendo assim, o macho auxilia na expulsão dos ovos com a utilização de seus tubérculos dorsais, finalizando com o depósito dos ovos na água. 

## Alimentação
Pleurodema diplolister se alimenta logo após o momento de reprodução.  De acordo com o estudo de , foi observado que a maior parte de sua dieta corresponde a himenópteros da família Formicidae e da ordem Coleoptera. 

## Comportamento
Possui hábito fossorial, sua reprodução é explosiva, apresenta canibalismo em girinos, e hábito de escavar em juvenis e adultos. 